# Victoria Foust
Victoria Foust (en ruso, Виктория Валерьевна Фуст,  Montes Urales,  Rusia, 25 de mayo de 1975) es una pianista clásica, compositora y actriz rusa radicada en Latinoamérica. Es conocida por innovar en el mundo del espectáculo, llevando al escenario nuevos estilos de espectáculos musicales, donde la música interactúa con la poesía, el arte visual e incluso con otras disciplinas tales como la magia y el malabarismo. Su desempeño en la labor de brindar cultura y educación al público de América Latina, ha sido reconocido en diversas ocasiones.

## Biografía
Victoria Foust empieza su relación con la música a los 4 años en su tierra natal, Rusia, cuando a los 4 años hace su primera composición. A partir de este hecho su familia decide iniciar sus estudios musicales en Los Urales, Rusia. Durante su infancia ganó diversos concursos de composición e interpretación infantil.
A los 11 años salió de Los Urales, para continuar su educación musical en el Liceo Artístico para Niños Talentosos en Ekaterinburgo, una de las instituciones musicales para jóvenes más importantes de Rusia. Posteriormente, inició sus estudios superiores cuando ingresó al Conservatorio Rimski-Kórsakov de San Petersburgo, en la especialidad de piano, órgano y clavicémbalo. Luego de graduarse con honores de dicho conservatorio como concertista, maestra en piano y en música de cámara, se desempeñó como Konzertmeister del Teatro de Ópera y Ballet Rimsky-Korsakov.
Participó activamente de la Agrupación Richard Wagner, donde compartió el arte lírico con famosas voces femeninas rusas tales como Anna Netrebko, Nataliya Uschakova o Irina Gioyeva.
El año 1997, con sólo 22 años, parte rumbo al Perú, otorgándosele el título de Representante del Conservatorio Rimsky-Korsakov y de la Cultura Rusa en Latinoamérica. Allí organizó diversas actividades con el fin de propagar la cultura y educación en la zona, contactando con fundaciones, universidades y conservatorios de la zona se pudieron organizar múltiples conciertos tanto de ella, como de otros músicos con el fin de acercar la alta cultura a la gente. A la vez que ayudó a conseguir becas para potenciales talentos musicales y ayudar a conservatorios del país.
Allí estuvo hasta el año 2006, cuando deja Perú para dirigirse a Chile con el mismo rol dado por el Conservatorio Rimski-Kórsakov. Esta vez con el compromiso de enfocar la propagación de la cultura a la juventud, donde surgen ideas tales como los conciertos didácticos y espectáculos artísticos no sólo en los más importantes teatros del país, sino también en colegios, universidades, hospitales y hasta asilos de ancianos. En estos conciertos, el piano deja de ser el protagonista y pasa a ser el pilar del espectáculo, el teatro, la poesía, la pintura y hasta artistas callejeros de diversas disciplinas tales como el malabarismo y la magia se unen con un propósito artístico y comunicativo.
La ayuda también ha sido un pilar fundamental en el trabajo de Foust, participando activamente en actividades benéficas y consiguiendo fondos para talentos chilenos, logrando que diversos jóvenes consigan la posibilidad de tener una educación musical, incluso consiguiendo becas en conservatorios europeos.

## Trayectoria
Victoria Foust se destacó por su participación en conciertos y concursos dentro de Rusia durante su infancia y adolescencia. Luego de graduarse del Conservatorio Rimski-Kórsakov, dio diversos recitales y conciertos en escenarios europeos, ya no sólo dentro de Rusia, sino en el resto de Europa, con especial devoción en escenarios finlandeses y alemanes. Al mismo tiempo que fue Konzertmeister del Teatro y Ópera y Ballet Rimsky-Korsakov en San Petersburgo, Rusia. Siendo además solista la Orquesta Sinfónica de Los Urales y de la Sinfónica del Teatro Mariinski en San Petersburgo, en Italia con la Orquesta de la Academia Nacional de Santa Cecilia, entre otros.
A los 22 años deja Europa y se traslada a Perú, como Representante del Conservatorio Rimsky-Korsakov y de la Cultura Rusa en Latinoamérica, hecho a partir del cual empezó a dar conciertos y recitales a lo largo de América Latina, por ejemplo en Sao Paulo, Brasil con la Bachian Orchestra, o en Perú con la Orquesta Sinfónica Nacional del Perú.
Ya viviendo en Perú, Foust dedicó gran parte de su tiempo a organizar conciertos por Latinoamérica, tocando ella como pianista, como solista y haciendo especial énfasis en el talento local, ayudando al surgimiento de artistas de la zona y potenciales jóvenes talentos. También organizó la venida de otros artistas europeos a escenarios latinoamericanos.
Junto con fundaciones culturales latinoamericanas, conservatorios, universidades y entidades educativas pudieron lograr financiar la educación de jóvenes talentos, la realización de conciertos y la fundación de conservatorios a lo largo de Latinoamérica. Durante este tiempo en paralelo, participó en diversos festivales de música en Europa y América y en la película La Prueba (2003).
Habiendo cumplido su labor en el Perú, partió rumbo a Chile el año 2006. Al igual que en Perú, comenzó su labor organizando conciertos, consiguiendo fondos y trabajando en conjunto a conservatorios, sin embargo, esta vez surgió un componente creativo. Al querer dirigir el enfoque cultural a la juventud, nacieron nuevas formas de concierto y espectáculo, poco a poco el concierto de piano ya no era sólo piano, ahora había el leve cantar de un pájaro, o cortas palabras antes de cada pieza, simulando una historia... hasta llegar a los actuales espectáculos de Victoria Foust, donde el piano, como pilar fundamental del espectáculo, se le une al teatro, la poesía. A la pintura y la danza. Incluso llegando a traer todo tipo de artistas callejeros.
Es aquí donde también aparecen las primeras grabaciones, tales como Aventuras Musicales, inspiradas en el sentimiento de «el niño interior que vive en cada persona», o cuentos musicales como  Travesía Encantada alla Tchaikovsky, cuyo primer volumen presenta una historia acompañada por diversas piezas clásicas y composiciones de la pianista. Durante este periodo de tiempo también participó en la película ‘Neruda’ (2014), actuando y tocando piano.
Actualmente Foust se encuentra organizando actividades con el fin de brindar espectáculos a la comunidad y brindar el más alto nivel cultural a la juventud chilena y latinoamericana. Un ejemplo de ello son los proyectos Mi Amigo el Piano, un proyecto para jóvenes talentos pianistas, Abedecario Musical, un ciclo de conciertos teatralizados y musicalizados de forma interactiva y didáctica para la comunidad o Musikfusión donde une a varios músicos y artistas en una sola puesta en escena.

## «El Hada Musical y su Príncipe Blanco»
La intérprete es poseedora de un piano blanco Steinway & Sons Louis XV, un piano de cola fabricado en 1912 en Hamburgo dentro de una colección de tan solo 120 pianos. La artista rusa define a su piano como su «Príncipe Blanco» y en tal bautismo conjuga así su instrumento consigo misma en la figura de una dupla: «El Hada y su Príncipe».[cita requerida]
El año 2017 ha sido especial en la carrera de la concertista, reinventándose y conquistando así a la audiencia con el estreno de composiciones de su autoría, reconocidas como «una bella música de fuerza cristalina que discurre por un camino de pasión, delicadeza y generosidad, conduciendo hacia una dimensión de paz y amor puros».[¿según quién?]
El mismo año también tuvo lugar una colaboración entre Foust y la Escuela Clásica Lipizzana, única en Latinoamérica en preservar la raza de los caballos lipizzanos, declarada por la UNESCO como patrimonio de la humanidad. Resultado de esto fue la realización de un DVD de la Gala Nocturna Lipizzana, un espectáculo ecuestre-musical que muestra las destrezas coreográficas de los caballos con la música en vivo a cargo de la pianista.
A principios de 2020 la artista lanzó un videoclip con el título «Sueño de Amor», una reflexión sobre qué es el amor basada en la obra de Liszt y protagonizada por un dúo de piano y violonchelo en medio de paisajes del sur de Chile y los caballos lipizzanos mencionados anteriormente.
La artista recientemente ha lanzado el CD Pulso de la Vida que incluye composiciones propias y arreglos sobre otras obras clásicas en compañía de su «Príncipe Blanco», este disco destaca por sobre los otros por incluir cuerdas, voces, efectos ambientales, percusión y toques de zapateo irlandés.

## Discografía
2023   CD "CHRISTMAS PIANO FANTASY" /Alemania-Perú-Chile /SalutConcert
2023   CD "CHOPIN PIANO PROMENADE"/Austria-Chile /SalutConcert

-
2023
CHRISTMAS PIANO FANTASY
Alemania-Perú-Chile
2023
SalutConcert

-
2023
CHOPIN PIANO PROMENADE
Austria-Chile
2023
Salut Concert

| 2019 | Pulso de la vida                    | Chile    | 2020 | Salut Concert |
| 2014 | Travesía Encantada alla Tchaikovsky | Chile    | 2014 | Salut Concert |
| 2014 | Musical Journey Alla Tchaikovsky    | Chile    | 2014 | Salut Concert |
| 2007 | Los Grandes Valses                  | Alemania | 2007 | Salut Concert |

Más sobre los discos

## Obras Benéficas
La destacada pianista ha participado activamente en conciertos y actividades benéficas tales como los conciertos post-terremoto 2010 en Chile, dando y organizando conciertos para organizaciones como: Un techo para Chile, Nuestros hijos, Mujer Opina, Pastoral Juvenil, Rotary Club, Coaniquem (Chile y Estados Unidos), entre otros. Además de conciertos pro-fondos para promover y conseguir becas para jóvenes talentos chilenos. En varias ocasiones le fue otorgada la Mención y el Premio de la Crítica Nacional como “El Mejor y el más entretenido Concierto del Año”.
En el campo de la docencia ha colaborado con la Universidad Andrés Bello, el Conservatorio de la Universidad Mayor, como jurado del Concurso Internacional de Piano Claudio Arrau, Concurso “Toca con Lang Lang”, Concurso de Becas de los Amigos del Teatro Municipal Chile y en el Conservatorio Nacional del Perú. Ha realizado diversas clases magistrales y charlas alrededor del mundo, en diversas universidades y conservatorios.